# 拉斐爾長釘反坦克導彈
拉斐爾長釘反坦克導彈（英語：Spike，意為釘；音譯：斯派克）是一系列由以色列拉斐爾先進防禦系統公司研製並與迪爾防務（現為莱茵金属防務電子公司的一部分）和巴拉特動力有限公司一同生產、裝有串聯裝藥式高爆反坦克彈頭的第四代便攜式射後不理紅外線導引式反坦克及殺傷人員导弹系統，發射170毫米反坦克導彈。
除了用以打擊及摧毀在發射器的瞄準具範圍以內的目標（射後不理），一部份的導彈衍生型更能夠藉由“發射、觀察及更新”的制導方式達到攻頂效果；當導彈發射出去以後並且正在爬升到海拔高度時，操作員可藉由尾隨光纖導線（或車載、遠程NLOS衍生型時藉由RF鏈路）以光學手段追踪目標，或是切換到另一個目標。這導彈在放樣軌跡時的飛行剖面類似於美製FGM-148標槍飛彈。

## 設計細節

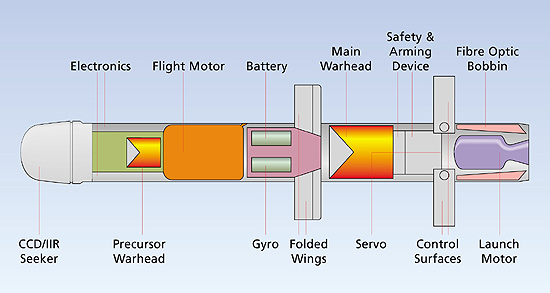
長釘反坦克導彈的剖視圖。

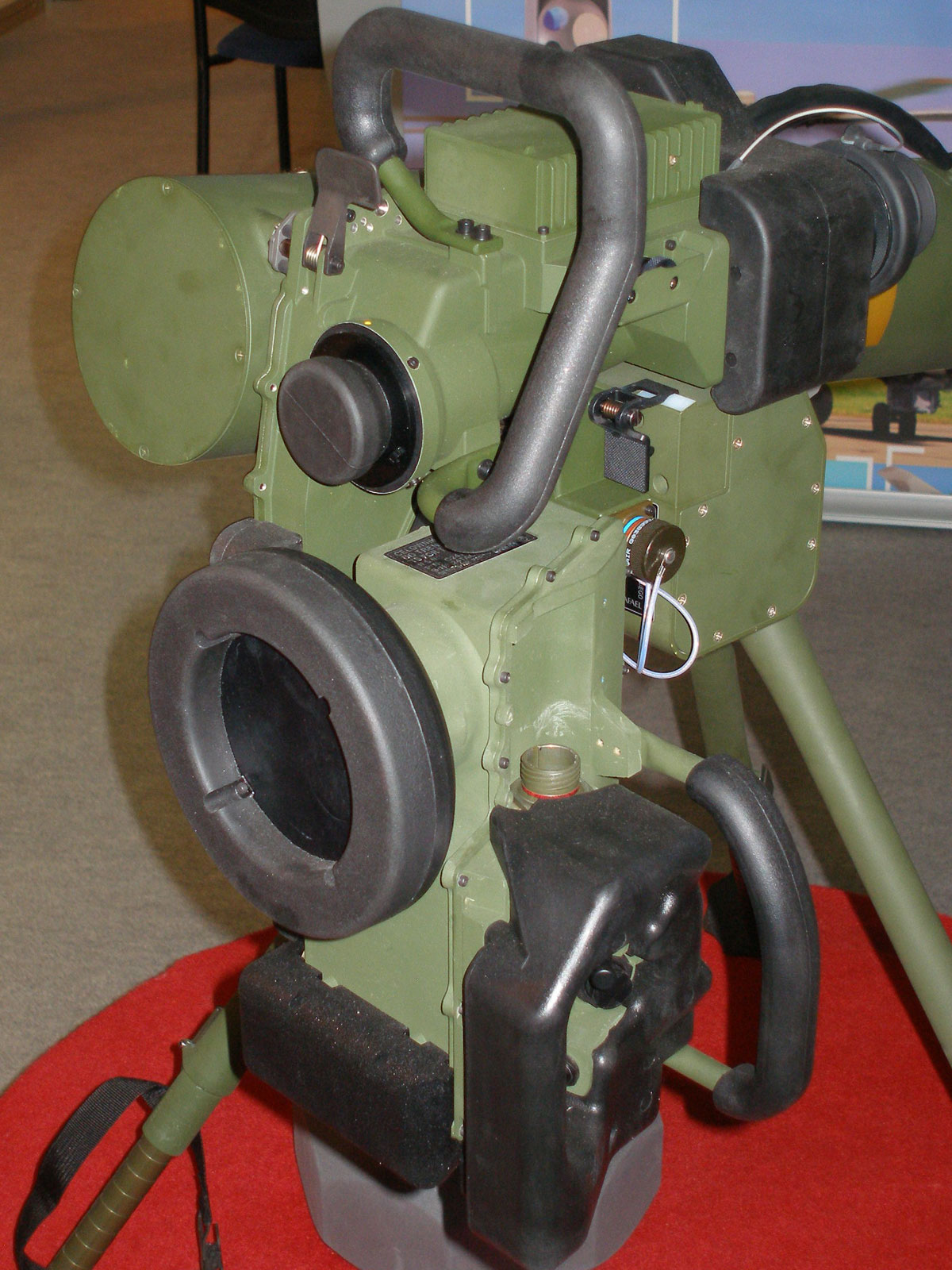
裝有熱成像瞄準具、三腳架和附加的模擬導彈發射管的長釘反坦克導彈的鎖定及導引裝置（CLU）的正面特寫鏡頭。

長釘是一款射後不理的導彈，可在發射以前鎖定目標並在發射以後自動進行自我制導。該導彈配備了成像紅外導引頭。
長釘導彈的中程型、長程型和延長程型版本還具有“發射、觀察及更新”操作模式的功能。導彈藉由在發射位置和導彈之間纏繞的光纖導線所連接。這樣，如果目標在發射時不在操作暂的瞄準具以內、在飛行途中切換目標，操作員可以獲得目標；或是假如導彈由於某種原因而並無跟踪目標，則補償目標的移動。因此，可在推測性以下發射導彈以獲得打擊目標的機會，或是在障礙物的另一側提供觀察。除此及射後不理以外，還有手動操作模式。不只白天，晚上一樣可以相同的方式鎖定目標以後發射導彈。該導彈亦具有軟發射能力——導彈在離開了發射器以後才點燃其发动机——可讓長釘導彈從狹窄的空間（例如建筑物）裡發射出去，而這可是城鎮戰當中所必需的；另一個好處是不會產生大規模的發射特徵，並繼而將長釘導彈的射手的位置暴露於敵軍的反擊火力風險以下。
長釘導彈採用了串聯裝藥式彈頭——前後兩枚锥形装药，分別是一枚用以引爆任何爆炸反應裝甲或籠式、板式裝甲（或是如無披掛裝甲以下直接攻擊主裝甲）的前置彈頭和在這以後、一枚用金屬噴流以貫穿底層的坦克主要裝甲的主要彈頭。目前，它正在取代老化中的第二代反坦克導彈，比如使用國家的軍隊當中的米蘭和M47「龍」式。
長釘系統是由用以發射導彈的三腳架及其火控單元：鎖定及導引裝置（CLU），與兼作為搬運管的導彈發射管及收納在發射管當中的導彈所組成。使用時可只把鎖定及導引裝置裝在導彈發射管以上，扛在肩上射擊；也可以把導彈發射管裝在三腳架以上，放在地上使用。發射器上並無專屬的熱能式瞄準具——因為所發射導彈以上具有成像功能的導引頭。總而言之，該系統的長程型版本重約26（57.32磅）。
長釘導彈可以藉由步兵從發射器操作，或者可以安裝到諸如快速攻擊車輛、装甲输送车或多用途車輛等载具的槍炮架以上。這樣一來，那些正常情況以下不配備反坦克武器的載具也因而可賦予反坦克能力。
長釘導彈已經接受了測試，以用作SAGEM麻雀無人機的武器系統的一部份。西班牙陸軍已將長釘-ER導彈安裝在其歐直虎式攻击直升机以上。以色列和美國兩國都試圖將長釘導彈裝在UH-60「黑鷹」多用途直升機以上；而美國版本則是用於「黑鷹」當中的UH-60M「戰鷹」直升機。自2016年起，它也可以在配備輕型船隻的拉斐爾颱風武器站以上使用。

## 營銷
為了促進長釘武器系統在欧洲的銷售，歐洲長釘（EuroSpike）有限責任公司在德國成立。其股東分別是迪爾防務（佔股權40％）、莱茵金属防務電子公司40％）和通過ERCAS B.V間接持有的拉斐爾先進防禦系統公司（20％）。其中ERCAS B.V.是一間荷兰控股公司，由拉斐爾持有其100％的股權。歐洲長釘有限責任公司的总部位於德國勒滕巴赫。長釘武器系統的歐洲版本與原來的以色列版本略有不同，並且以歐洲長釘的名義進行銷售。
面對世界其他地區的市場，則是拉斐爾先進防禦系統公司本身全權負責。
2018年，29個國家州購入了共30,000枚導彈。

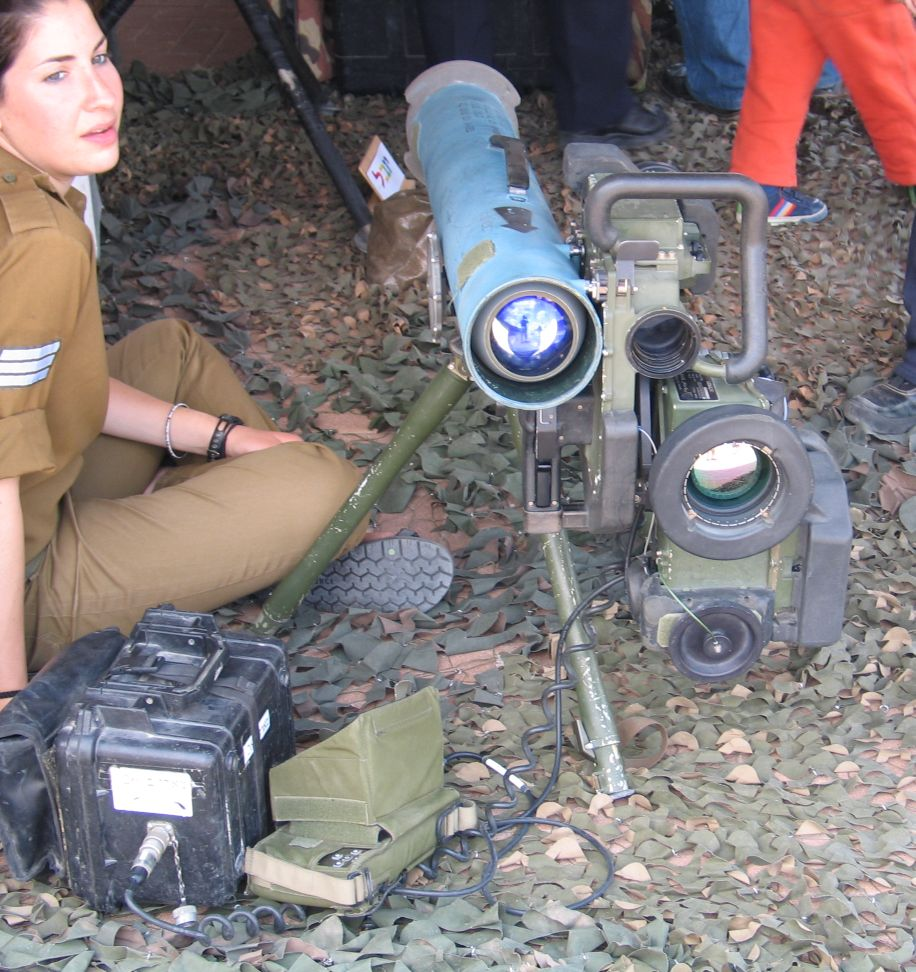
長釘導彈的鎖定及導引裝置（CLU）的正面。

## 衍生型
可重複使用的鎖定及導引裝置（CLU）、电池、三腳架和熱成像瞄準具對於長釘導彈系列的MR和LR版本而言都是常見的配備，每個部件的重量分別是5（11.02磅）、1（2.20磅）、2.8（6.17磅）和4（8.82磅）。

### 長釘-SR型
這款武器的短程版本於2012年亮相，為步兵提供一款用於填補較大型的長釘-MR和無制導火箭彈之間的空白的導彈系統。該導彈的重量是8（17.64磅），裝填於重達9.8（21.61磅）的一次性彈藥系統，發配於排級單位使用，最小射程為50公尺（54.68碼，164.04英尺），最大射程為1,500公尺（1,640.42码，0.93英里），並具備射後不理能力。與長釘-MR／LR／ER版本所裝上的平衡環架式導引頭相反，它配備了一具硬頸非冷卻電光式紅外導引頭和先進的跟踪器。長釘-SR不需要獨立的瞄準具，而是利用低成本的熱成像儀和裝在導彈彈尖以上的制導電子裝置，通過整合在發射器當中的顯示器提供這個功能，顯示出目標直到導彈發射。彈頭既可以是具有爆破碎片效果的多用途串聯式锥形装药彈頭，或是取用自鬥牛士火箭筒的反結構彈頭（-AS型）並且轉化而成的新型貫穿爆破碎片（英語：Penetration-Blast-Fragmentation，PBF）衍生型，在城市環境中裝備它的機動部隊可用以破壞敵方的掩體和結構，並且具有致命的爆破效果。2016年5月，拉斐爾完成了將長釘-SR向其第一個出口客戶的交付，其後透露是用以取代卡爾·古斯塔夫M2的新加坡武裝部隊。

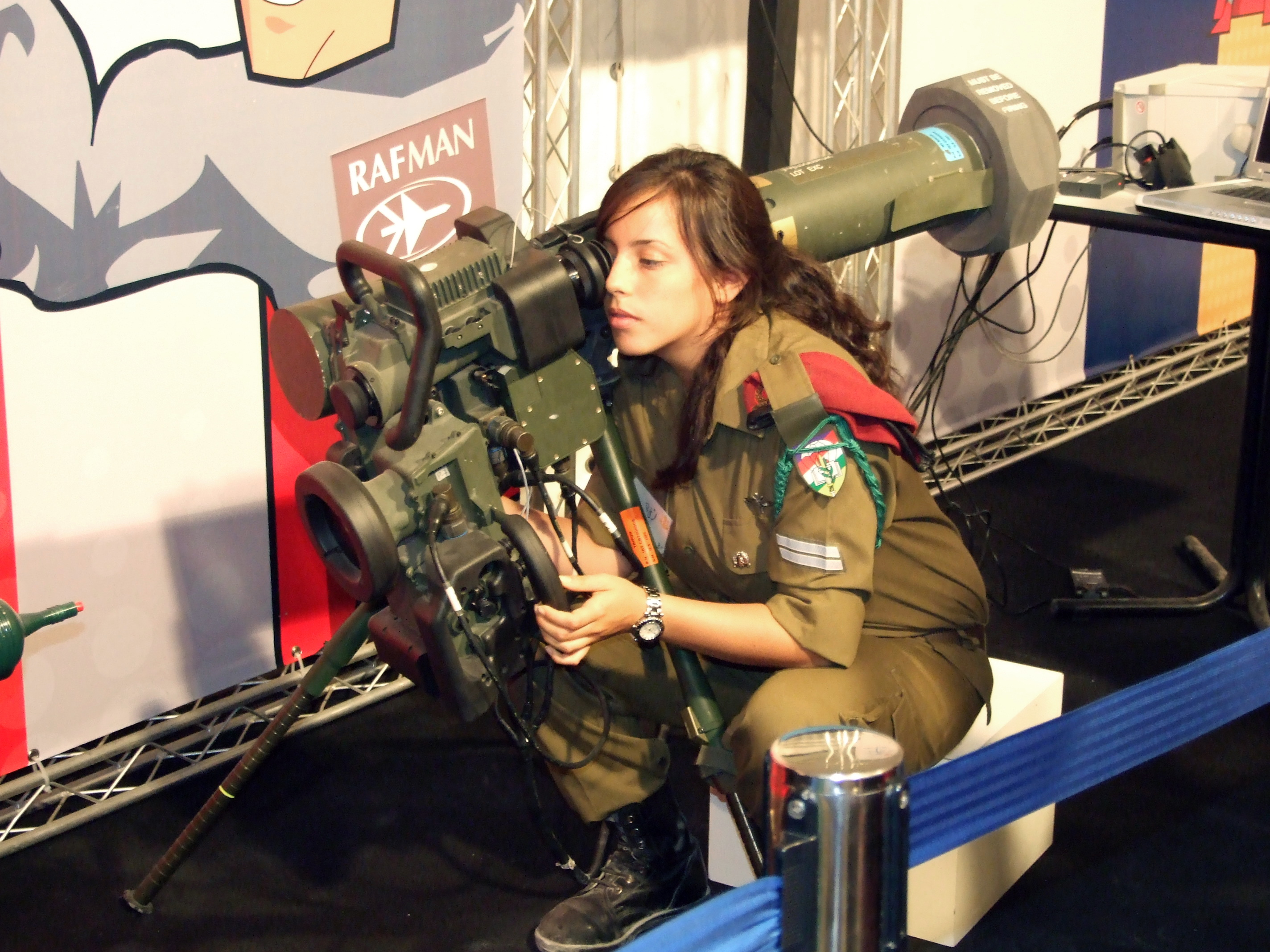
操作長釘-MR／LR型導彈發射器的以色列女兵。

### 長釘-MR型
為長釘系列的中程版本（又稱為吉爾型，Gil）。該導彈的重量是14（30.86磅），最小射程為200公尺（218.72碼，656.17英尺），最大射程為2,500公尺（2,734.03码，1.55英里）。它旨在由步兵和特種部隊使用。

### 長釘-LR型
為長釘系列的遠程版本（又稱為彗星型，Gomed）。該導彈的重量是14（30.86磅），整個系統的重量小於45（99.21磅）。最大射程為4,000公尺（4,374.45码，2.49英里），並且由步兵和輕型戰鬥車輛使用。它新增了在飛行期間就在導彈與操作員之間的光纖導線。在報告中，其裝甲貫穿力是厚度超過700毫米（27.56英寸）的軋壓均質裝甲（RHA）。它還被部署在加沙邊境的哨兵技術（Sentry Tech）遙控武器站以上。2014年初，拉斐爾透露他們已將長釘-LR的射程延長至5,000公尺（5,468.07碼，3.11英里），增強了現有的發射平台的多功能性，並可讓其用於輕型直升機等新型射擊平台。

#### 長釘-LR II型
原長釘-LR型的新一代版本正在全面研發，並且計劃於2018年底可投入操作。長釘-LR II型（在以色列又稱為吉爾2型，Gil 2，גיל2）將重量減至12.7（28.00磅）；使用射頻數據鏈以後，從地面發射的射程增加至5,500公尺（6,014.87碼，3.42英里），從直升機上則是增加至10,000公尺（6.2英里），彈頭可選用增加30％的裝甲貫穿力的串聯裝藥式高爆反坦克彈頭，或是可選撞擊或貫穿後爆破式引信的多用途爆破彈頭；一款新型導引頭，包括一具附帶人工智能功能的智慧型目標跟踪器的非製冷式紅外傳感器，能夠使用惯性测量单元為第三方目標分配其格網上的目標所在坐標的擊發，並與傳統發射器兼容。該導彈亦設有反主动防护系统（CAPS）功能，能夠在高達70度的高度撞擊角度打擊目標。2017年10月，以色列國防軍首度下訂。

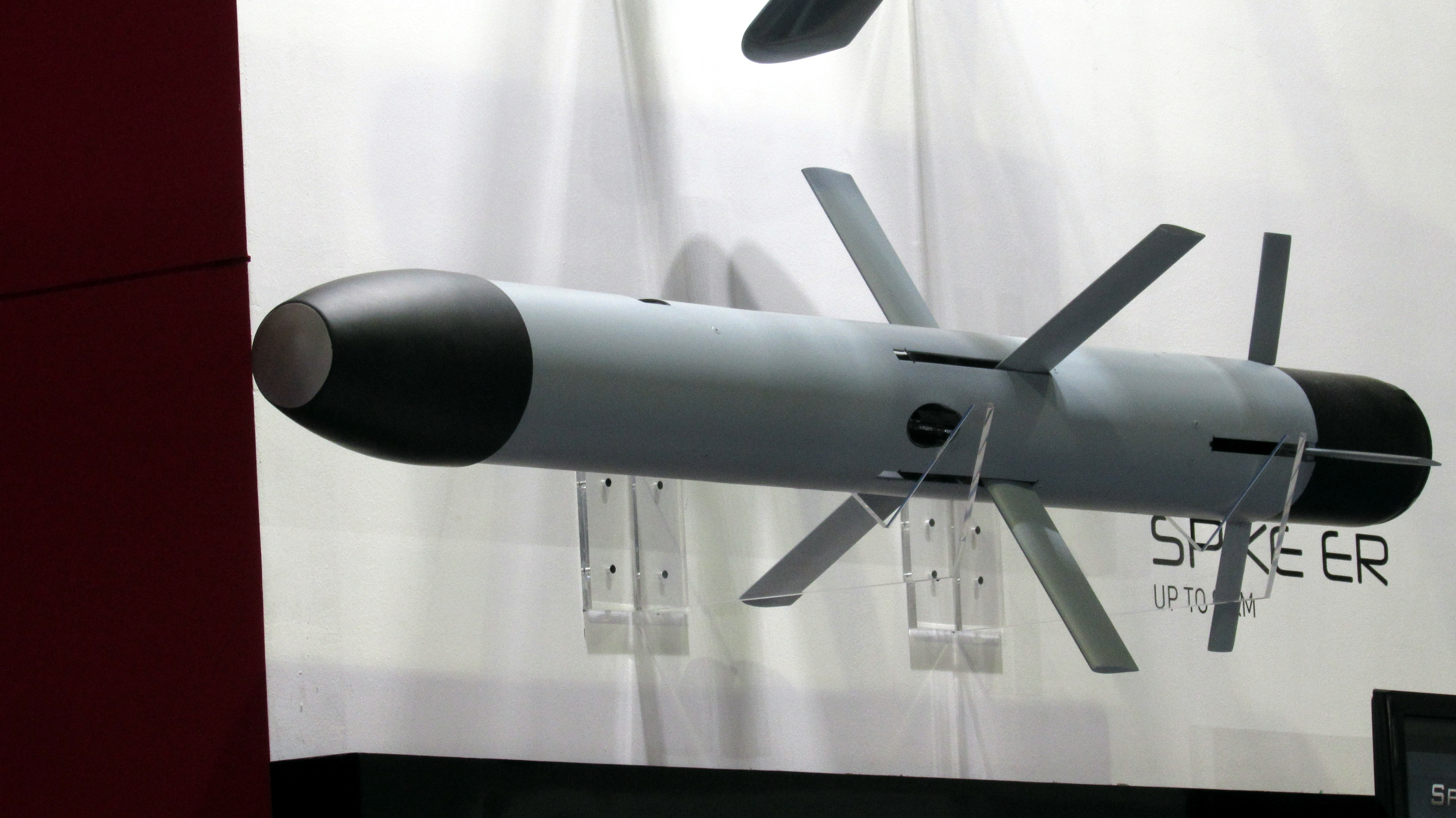
2016年亞洲防務與安全展（Asian Defence and Security）以上展出的長釘-ER型導彈。

### 長釘-ER型
為長釘系列的延長射程或超長射程版本（又稱為霹靂棒型，Perakh Bar）。在以前又被稱為NT-Dandy或是進一步縮寫的NT-D。它的最小射程為400公尺（437.45碼，1,312.34英尺），最大射程為8,000公尺（8,748.91码，4.97英里）。它具有更大的彈直徑，並因而比其他系統要沉重。它可被步兵、輕型戰鬥車輛（LCV）和直升機使用，但通常都用於車載與機載。芬蘭海軍所屬的海岸賊鷗部隊和菲律賓海軍所屬的多用途攻擊艇（MPAC）Mk.III亦有操作這款導彈版本並且用作反艦用途。導彈重量為34（74.96磅），而分別用於車輛和空中發射版本的發射器分別是30（66.14磅）和55（121.25磅）。貫穿力大約是厚達1,000毫米（39.37英吋）的軋壓均質裝甲（RHA）。

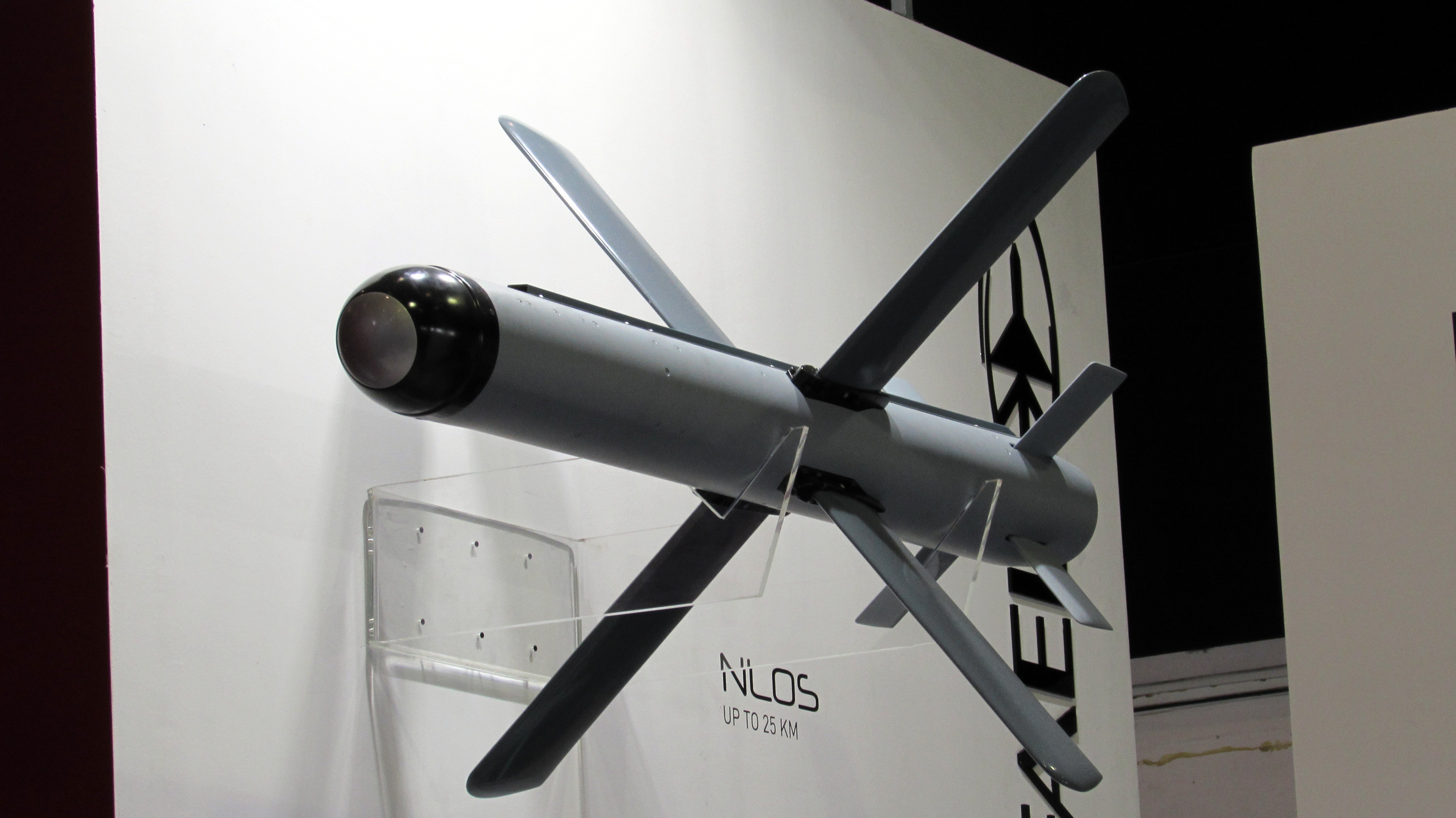
2016年亞洲國防及安全展覽以上展出的長釘NLOS型導彈。

### 長釘NLOS型
長釘NLOS型（NLOS全寫為「Non Line Of Sight」，意為：非瞄準線）是該武器系列的超長射程版本，聲稱最大射程為25,000公尺（27,340.33码，15.53英里）。它是一款比其他長釘系列衍生型更巨大的導彈，總重量約為70（154.32磅）。它可以從地面或直升機上發射。它是根據贖罪日戰爭（第四次中東戰爭）當中，汲取了在當中顯示需要一種高精度制導式戰術型地對地戰地導彈的經驗教訓而研發出來的版本。1981年，第一批衍生型與佩瑞式導彈發射車一起投入以色列國防軍當中，軍中代號為塔穆茲（Tamuz，תמוז），儘管直到2011年才公開兩者的存在。長釘NLOS型採用了類似於其他長釘系列的光纖導線，但長度只有8,000公尺（8,748.91码，4.97英里），之後它會使用無線電數據鏈路進行指令制導。
英國軍隊自2007年開始在伊拉克和阿富汗遭受越來越多的叛亂襲擊事件以後，在2011年作出了一個已知是非常不尋常的舉動，就是直接從以色列國防軍的庫存中匆匆抽調並且裝備該導彈。英軍最初購入了600枚導彈，它倆在英軍當中服役並且被命名為EXACTOR-1；後來英軍採購了更先進的型號並且命名為EXACTOR-2。2011年9月6日，在另一方面所達成的協議當中，韓國政府同意購買數量未知的長釘NLOS型導彈。
拉斐爾正致力於通過具有半主動雷射（SAL）功能的版本以增強現有的EO-IR/CCD式導引頭以及不同的反裝甲、爆破貫穿和高爆破片彈頭以擴大該導彈的多功能性，以滿足特定用途。

### 迷你長釘
2009年9月2日，在第3屆拉特倫年度陸戰會議當中舉行的IDF展覽會上，以色列國防軍公佈了長釘導彈系列的新成員——迷你長釘殺傷人員制導武器（APGW）。拉斐爾聲稱這是長釘導彈系列成本的最新成員，成本僅佔長釘-LR型的三分之一，重量僅有4（8.82磅），而且打擊範圍比長釘-SR型更遠、達到1,300—1,500公尺（1,421.7—1,640.42碼，0.81—0.93英里）。它導入了新型飛行模式，以實現在城市地區以內的精確打擊，比如飛行並且穿越一扇敞開的窗戶、或是使用非瞄準線打擊模式攻擊隱藏在掩護物或障礙物後方的敵人。迷你長釘將會使用與長釘-LR型相同的發射器和瞄準系統，並將導彈裝載在一具特殊的適配器以上。但最後到了2016年，迷你長釘的研發宣布停止。

## 使用國

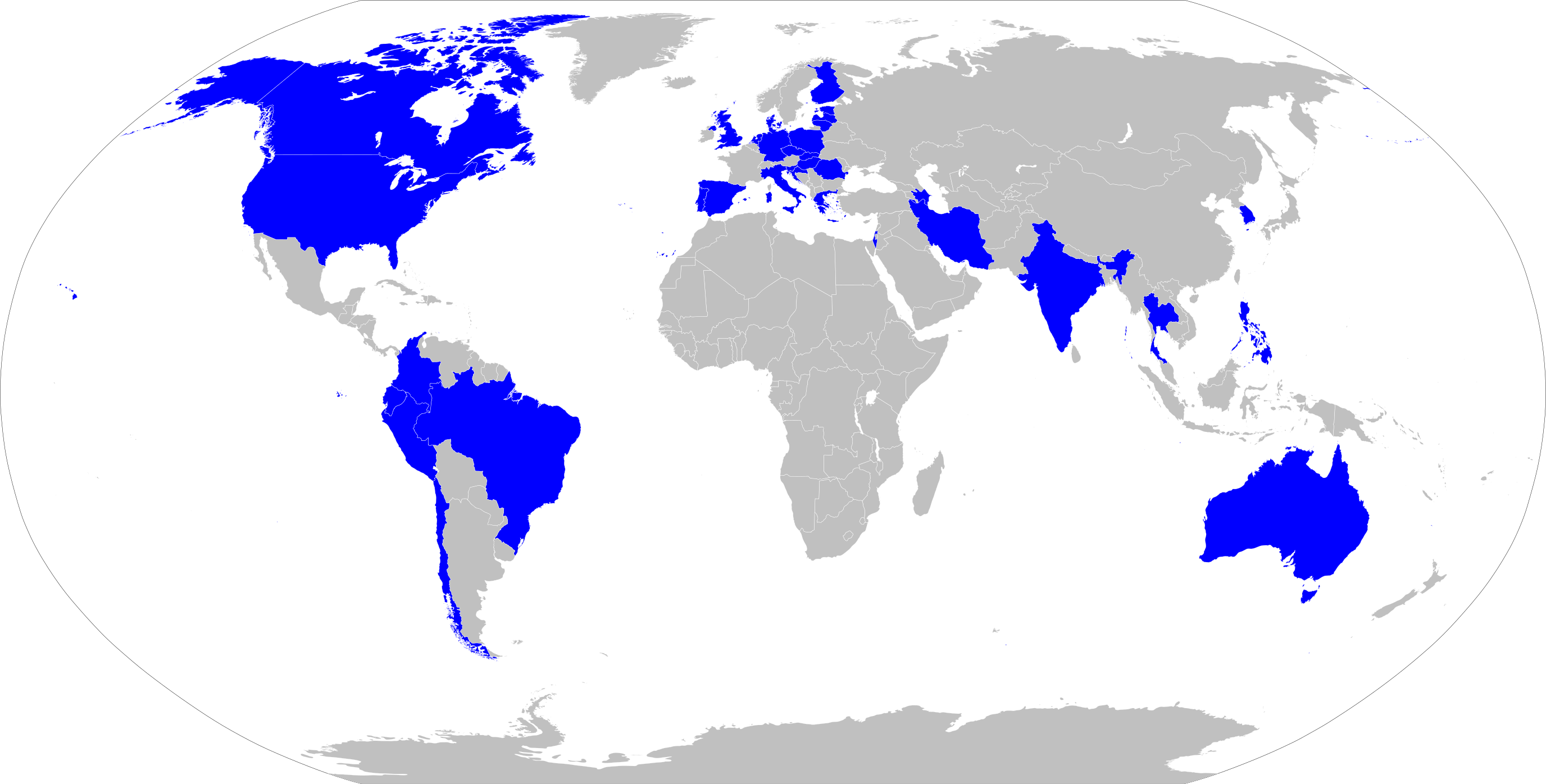
藍色為長釘導彈系列的使用國

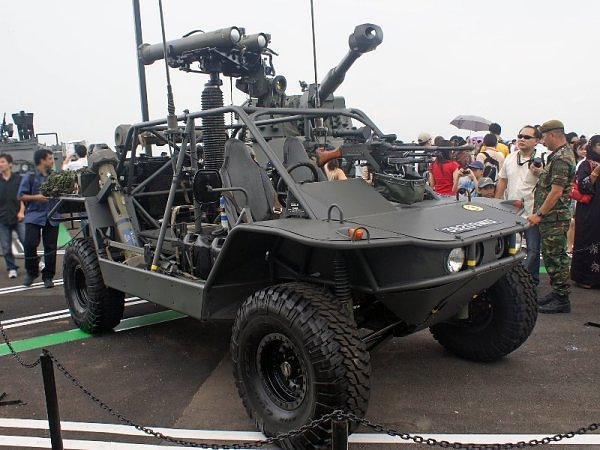
2008年新加坡航展以上，一具由當地研發、用以架設於新加坡陆军部队所屬的輕型越野突擊車以上的雙管聯裝長釘導彈發射器。

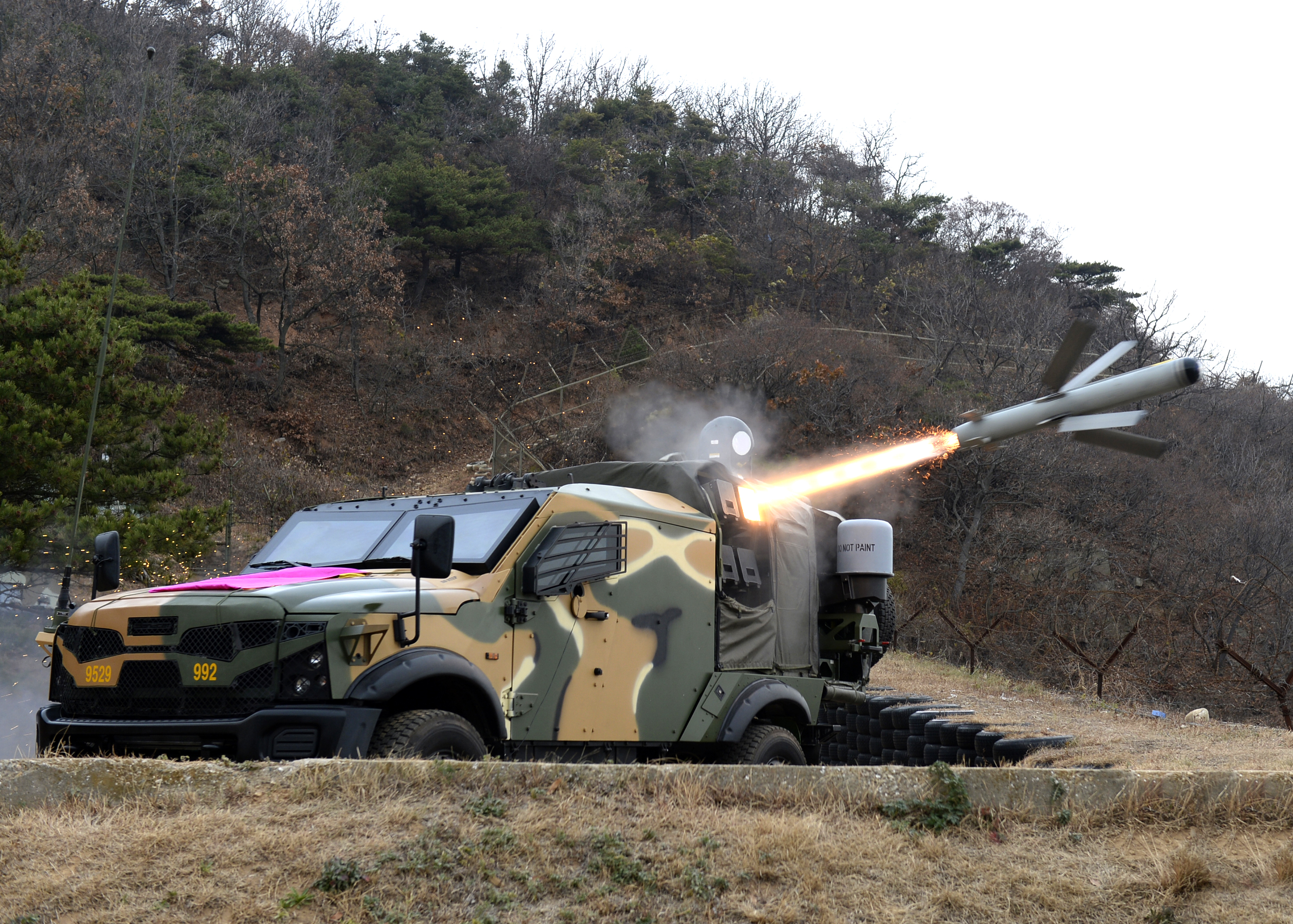
發射長釘NLOS型導彈的大韓民國海軍陸戰隊所屬的沙貓裝甲車。

長釘-LR型導彈系統。澳大利亞已於2018年5月完成購入。
 100枚長釘-LR型導彈系統。其中一部份安裝在沙貓裝甲車以上。
 比利时60枚長釘-MR／LR型導彈系統。
 智利總共2,100枚長釘-MR／LR／ER型導彈系統。
 哥伦比亚總共300枚長釘-MR／LR和15枚長釘-ER導彈。哥倫比亞國民軍航空兵裝備的西科斯基UH-60「哈比IV式」攻擊直升機機隊配備了三款長釘導彈衍生型：LR、ER和NLOS型。
 據報導，克羅地亞為其帕特里亞裝甲模塊化運兵車訂購了20具長釘導彈發射器。克羅地亞已表示，作為帕特里亞計劃的一部分，需要48具發射器；其中前16具將於2017年交付，而其餘的發射器將在此以後交付。克羅地亞陸軍需要多達300具發射器，以取代舊式蘇聯系統，但卻沒有為地面作戰部隊購入額外的作戰系統。
 捷克安裝在潘德2型KBVP版本（意為輪式步兵战车）的RCWS-30以上。
 到了2009年10月，交付了總共244枚導彈。
 芬兰總計700枚導彈，分別是為300枚長釘-MR型，其餘400枚為長釘-ER型。100具MR型（芬蘭語：Panssarintorjuntaohjusjärjestelmä 2000，意為：2000年式反坦克導彈系統）加上70多具可選的發射器，和18具ER型（芬蘭語：Rannikko-ohjus 2006，意為：2006年式海岸防衛隊導彈）發射器用於海岸反艦用途。以後還採購了長釘-LR型導彈。
 德国總共4,000枚長釘-LR型導彈，311具LR型發射器架設於美洲狮步兵战车隊以上。
 以色列
長釘NLOS型（塔穆茲）於1980年代初投入使用。
1997年，長釘-MR型（吉爾型）、LR型（彗星型）、ER型（霹靂棒型）以及相關的發射器先後投入服役。
 義大利2003年，意大利陸軍下訂了價值5,360萬欧元的第一份合同是：53具發射器和510枚導彈（當中165枚是長釘-MR型）；2009年的第二份合同為1.2億歐元：90具發射器（意大利陸軍84具，意大利海軍6具）和990枚LR型導彈，其中110枚為海軍所用：其中21具發射器架設於歐霸蘭斯輕型戰術多用途步兵機動車輛以上，20具LR型發射器架設於標槍式步兵戰車以上，28具用於室內和39具室外訓練系統。在2006年的歐霸8×8箭式步兵戰車的合同當中，包括了36具LR型發射器與數量未知的LR／ER導彈。2010年意大利陸軍以6,300萬欧元購入800枚長釘-ER型，以更新其阿古斯特維斯特蘭A129「野馬」攻击直升机，從2010年起到2014年間交付（SIPRI 2013）。目前預計幾乎另一批是175具發射器和2.002枚導彈。
 拉脫維亞總共12枚長釘-LR型。2018年2月，再發出額外訂單。
 立陶宛2015年12月11日，立陶宛決定購買88輛裝備長釘-LR型導彈的拳師裝甲車。
 荷蘭目前決定以吉爾型MRAT取代M47「龍」式（裝備偵察部隊）和BGM-71「拖」式（裝備機械化步兵部隊），2001年起生產，並自2002年起交付。共購入了297具發射器和2,433枚導彈。荷蘭皇家陸軍獲發配了237具發射器和1,974枚導彈，而荷蘭皇家海軍則是60具發射器和459枚導彈。事實上在2004年，第一批武器獲發配給範赫茨團。
 秘魯共有516枚250枚長釘-MR型導彈，與64具發射器；長釘-LR型導彈，與48具發射器；以及450枚長釘-ER導彈，與80個發射器。
 菲律賓長釘-ER型導彈安裝在設於多用途攻擊艇（MPAC）Mk.III的甲板的颱風MLS-ER型武器站以上，而長釘NLOS型搭載於奧古斯塔偉士蘭AW-159野貓直升機。2018年7月17日至18日和2018年7月24日至26日當中，菲律賓海軍（PN）在科雷希多岛附近測試其新購入的長釘-ER地對地導彈系統。
 波蘭總共2,675枚長釘-LR型導彈，與264枚發射器。另外還再多訂購1,000枚長釘-LR型導彈。
 葡萄牙總共20枚長釘-MR／LR型導彈。
 羅馬尼亞總共1,950枚導彈，當中的1,000枚是長釘-ER型，其餘950枚為長釘-LR型。搭載於AR 330 SOCAT攻擊直升機和MLI-84M（羅馬尼亞陸軍BMP-1步兵戰車改進型）的拉斐爾車頂武器站以上。
 新加坡1999年，新加坡成為第二個購入長釘反坦克導彈的國家。總共1,000枚長釘-LR型導彈，以及相關的發射器。新加坡陆军部队還為其步兵營引進了長釘-SR型用作新世代反坦克導彈。
 斯洛維尼亞自2009年起，長釘-MR／LR型在斯洛文尼亞武裝部隊中投入使用。總共75枚導彈。一部份架設在帕特里亞裝甲模塊化運兵車以上。
 西班牙總共2,800枚導彈，當中的2,600枚是長釘-LR型，其餘200枚為長釘-ER型。西班牙陸軍獲配2,360枚長釘-LR型導彈與236具發射器（100多個可選），西班牙海軍海軍陸戰隊則是240枚長釘-LR導彈與24具發射器。西班牙陸軍的長釘-ER型搭載於歐直虎式攻击直升机以上。
 2011年9月6日，與南韓政府達成的協議中已證實會採購數量未知的長釘NLOS型，當中的大約50枚導彈將會在南韓白翎岛和延坪岛上部署，靠近與北韓之間的北方界線。2013年5月19日，南韓軍方證實在島上部署了“數十枚”長釘導彈。南韓海軍還在奧古斯塔偉士蘭AW-159野貓直升機上部署長釘NLOS型，而南韓海軍陸戰隊裝備的長釘NLOS型則架設於帕斯沙貓輕型裝甲車輛以上。
 英国2007年，英國陸軍購入了超過600枚長釘NLOS導彈。14輛M113搭載了長釘NLOS型導彈發射器，代號為“勒索者”（Exactor）。在伊拉克战争和阿富汗戰爭期間由英國陸軍所操作。
 乌克兰以色列政府在昨天5/5宣布在近日即將軍援一批長釘反坦克飛彈近日就會將其運送至烏克蘭,並同意北約國家提供長釘反坦克飛彈給烏克蘭軍隊。

### 評估中
印度據美國國防新聞週刊報導，印度陸軍希望以10億美元的價格訂購長釘導彈和外圍設備。印度國防部官員向該雜誌透露，該訂單當中訂購了321具發射器、8,356枚導彈、15台訓練模擬器以及外圍設備。2014年10月，印度選擇購買長釘導彈的意欲遠超於美國FGM-148「標槍」。印度國有的巴拉特動力有限公司將成為導彈的系統整合商，而其生產的主要工作份額則是由巴拉特動力和卡利亞尼集團負責。但在2017年11月20日，由於缺乏技術轉讓，該協議被宣布取消。印度已指示國防研究及發展組織生產本土的反坦克導彈。然而，印度媒體來源報導指，該合同將作為重組政府的一部分進行政府間協議而得以繼續。
 泰國長釘-MR型正在當地與美國FGM-148「標槍」競標。
 土耳其1998年1月，在土耳其145架（後來減為50架）攻擊直升機的40億美金競標當中，以色列航太工業（IAI）和卡莫夫設計局公佈了推銷卡-50-2「天生戰士」攻擊直升機的合作伙伴關係安排。為卡-50-2提供的可選武器之一就是長釘-ER型導彈。可最終，隨著卡-50-2敗於T129「阿塔克」而付諸東流。土耳其亦曾研究在其奧撒卡眼鏡蛇輪式輕型裝甲車的拉斐爾車頂武器站以上裝填長釘導彈的可行性。
 英国2001年2月，英國國防部頒發了兩份價值達到880萬美元的合同，用以對FGM-148「標槍」和長釘-MR型進行為期一年的評估。長釘導彈是由拉斐爾先進防禦系統公司與馬特拉、英國航太動力合作提供，而「標槍」則是由洛克希德·马丁和雷神公司組成的競標團隊所提供。英國希望到2005年時為其聯合快速反應部隊發配輕型反坦克導彈系統。2003年2月，英國國防部採用了「標槍」，長釘落標。
 美国長釘導彈由拉斐爾先進防務系統公司所提供，用以參與1996年美国陆军聯合先進武器系統（JAWS）導彈計劃的競標。

## 資料來源
1. ↑  . The Hindu.   [2017-03-24]. （原始内容存档于2017-05-15）.
2. 1 2  Rafael Advanced Defense Systems unveils its fifth generation SPIKE LR II Missile （页面存档备份，存于） - Armyrecognition.com, 29 May 2017
3. 1 2  . EuroSpike GmbH.   [2010-06-29]. （原始内容存档于2011-07-10）.
4. 1 2  . Defense-Update.Com.   [2010-07-01]. （原始内容存档于2010-01-06）.
5. ↑  . Spacewar.com.   [2010-05-24]. （原始内容存档于2010-05-14）.
6. ↑  . Deagel.com. 2008-09-12  [2010-05-24]. （原始内容存档于2010-10-17）.
7. ↑  .   [2012-01-28]. （原始内容存档于2008-09-21）.
8. ↑  . EuroSpike GmbH.   [2010-07-01]. （原始内容存档于2017-09-17）.
9. ↑  . Rafael Advanced Defense Systems Ltd.   [2011-08-26]. （原始内容存档于2011-09-04）.
10. ↑  Rafael consolide son implantation en Roumanie » （页面存档备份，存于） ［archive］, sur www.ttu.fr, 25 mai 2018 (consulté le 21 juin 2018).
11. ↑  RAFAEL Unveils a Light, Affordable Member of the Spike Missile Family （页面存档备份，存于） - Defense-Update.com, 14 February 2012
12. 1 2 3  Robin Hughes. . Janes.com. 2016-05-12  [2017-03-24]. （原始内容存档于2016-05-13）.
13. 1 2  Enhancing The New Spike Family （页面存档备份，存于） - Defense-Update.com, 31 December 2010
14. ↑  Rafael Concludes First Exports of Shoulder-Fired Anti-Tank Missile, Defensenews.com, 14 June 2016
15. ↑  . www.janes.com.   [2017-11-28]. （原始内容存档于2017-12-01）.
16. ↑  . EuroSpike GmbH.   [2010-06-29]. （原始内容存档于2011-10-08）.
17. ↑  .   [2012-08-18]. （原始内容存档于2010-11-28）.
18. ↑  . EuroSpike GmbH.   [2010-06-29]. （原始内容存档于2011-09-18）.
19. 1 2   (PDF).   [2009-10-14]. （原始内容 (PDF)存档于2008-11-16）.
20. ↑  . Defense-update.com.   [2017-03-24]. （原始内容存档于2017-01-17）.
21. 1 2  Eshel, Noam. . Defense Update.   [2017-03-24]. （原始内容存档于2017-03-21）.
22. ↑  . defense-update.com.   [2018-08-06]. （原始内容存档于2017-05-29）.
23. ↑  Rafael to supply IDF with new 5th gen Spike LR2 guided missiles （页面存档备份，存于） - Armyrecognition.com, 24 October 2017
24. ↑  . EuroSpike GmbH.   [2010-06-29]. （原始内容存档于2017-06-17）.
25. ↑  Pfeffer, Anshil. . 国土报. 2011-08-01  [2013-05-21]. （原始内容存档于2012-12-26） （希伯来语）.
26. 1 2   (新闻稿). 以色列國防軍' official website. 25 November 2009  [29 June 2010]. （原始内容存档于5 December 2009）.
27. ↑  Trimble, Stephen. . 國際航空雜誌（英语：Flight International）. 2009-11-25  [2011-08-27]. （原始内容存档于2012-08-19）.
28. ↑  NT Spike （页面存档备份，存于）. Teal Group. March 2018.
29. 1 2  Pfeffer, Anshel. . The Jewish Chronicle. 2015-09-30  [2016-01-22]. （原始内容存档于2016-04-30）.
30. 1 2  . Seoul, South Korea: 韓國聯合通訊社新聞部. 2011-09-06  [2011-09-30]. （原始内容存档于2012-05-26）.
31. 1 2  8 September 2011, YouTube上的Infolive.TV news report. Retrieved 13 October 2011.
32. ↑  . Defense-Update.Com. 2009-09-02  [2010-06-29]. （原始内容存档于2017-11-16）.
33. ↑  . Defense-Update.Com. 2009-09-02  [2010-06-29]. （原始内容存档于2012-11-18）.
34. ↑  . Defense-Update.Com. December 2010  [2011-08-26]. （原始内容存档于2017-11-16）.
35. ↑  . Defencetechnologyreview.realviewdigital.com.   [2017-03-24]. （原始内容存档于2017-07-07）.
36. ↑  .   [2018-08-06]. （原始内容存档于2020-11-09）.
37. 1 2 3 4 5 6 7 8 9 10 11  . 斯德哥尔摩国际和平研究所. 2011-08-27  [2011-08-27]. （原始内容存档于2010-04-14）.
38. ↑  . Az.azeridefence.com. 2016-06-25  [2017-03-24]. （原始内容存档于2018-02-12）.
39. ↑  Belgium selects Spike missile to replace Milan （页面存档备份，存于） – Armyrecognition.com, January 3, 2013
40. ↑  . 2015-12-01  [2018-08-06]. （原始内容存档于2019-06-13）.
41. ↑  . Webinfomil.com.   [2017-03-24]. （原始内容存档于2014-06-28）.
42. ↑  . Flightglobal.com.   [2017-03-24]. （原始内容存档于2014-05-31）.
43. ↑  . Tealgroup Corporation. March 2011  [2013-08-15]. （原始内容存档于2012-04-05）.
44. 1 2 3 4  国际战略研究所. . United Kingdom: 泰勒及弗朗西斯集團（英语：Taylor & Francis）. 2014. ISBN 978-1-85743-722-5.
45. ↑  .   [2016-01-21]. （原始内容存档于2016-01-29）.
46. ↑  . EuroSpike GmbH.   [2010-07-01]. （原始内容存档于2011-07-10）.
47. ↑   (PDF). Corteconti.it.   [2017-03-24]. （原始内容 (PDF)存档于2015-09-23）.
48. ↑  . 拉脫維亞國防部（英语：Ministry of Defence (Latvia)）. July 2008  [2011-11-23].[永久]
49. ↑  Pengelley, Rupert. . 詹氏國際防務評論（英语：Jane's International Defence Review） (詹氏資訊集團). 2008-06-30, 41: 58–59  [2011-11-23]. ISSN 1476-2129. （原始内容存档于2021-03-07）.
50. ↑  Nicholas, Fiorenza. . IHS Jane's 360. London. 2018-02-13  [2018-02-13]. （原始内容存档于2018-02-13）.
51. ↑  . Latvian Public Broadcasting. 2018-02-12  [2018-02-13]. （原始内容存档于2018-02-13）.
52. ↑  Rojkes Dombe, Ami. . Israel Defense. 2018-02-11  [2018-02-13]. （原始内容存档于2018-02-13）.
53. ↑  . Reuters. 2015-12-11  [2015-12-11]. （原始内容存档于2015-12-22）.
54. ↑  . Defensie.nl. Ministerie van Defensie.   [2018-02-13]. （原始内容存档于2018-02-13）.
55. ↑  van Hoof, H.A.L. . 2001-06-22  [2018-02-13]. （原始内容存档于2018-02-13）.
56. ↑  van Westerhoven, Leo. . Dutch Defence Press.   [2018-02-13]. （原始内容存档于2018-02-13）.
57. ↑  Desk, News. . Defense Update.   [2017-03-24]. （原始内容存档于2017-12-07）.
58. ↑  . Mags.shephardmedia.com.   [2017-03-24]. （原始内容存档于2016-10-03）.
59. ↑  . www.ptvnews.ph.   [2018-07-16]. （原始内容存档于2018-07-16）.
60. ↑  . Defence24. 2015-12-18  [2017-03-24]. （原始内容存档于2017-07-24）.
61. ↑  Eshel, Tamir. . Defense Update.   [2017-03-24]. （原始内容存档于2018-12-13）.
62. ↑   (新闻稿). 新加坡国防部. 25 June 2005  [25 August 2011]. （原始内容存档于2017-03-26）.
63. ↑  . kementah.blogspot.co.il.   [2018-08-06]. （原始内容存档于2018-03-25）.
64. ↑  Wong, Kelvin. . IHS Jane's 360. Singapore. 2017-05-31  [2017-05-30]. （原始内容存档于2017-05-30）.
65. ↑  . Slovenskavojska.si.   [2017-03-24]. （原始内容存档于2017-12-29）.
66. ↑  . The Korea Times. 2013-05-19  [2013-05-21]. （原始内容存档于2017-12-29）.
67. ↑  Seoul to Equip its New Maritime Helicopters with Israeli SPIKE Missiles （页面存档备份，存于） – Defense-Update.com, 6 January 2014
68. ↑  South Korean Marine Corps has test fire Spike NLOS anti-tank guided missile from SandCat vehicle （页面存档备份，存于） - Armyrecognition.com, 8 August 2016
69. ↑  Jane's International Defence Review, IHS, November 2011, Rupert Pengelley
70. ↑  . Think Defence. 2014-04-07  [2016-01-23]. （原始内容存档于2020-11-25）.
71. ↑  Ran Dagoni. . Globes – Israel business news. 2011-03-24  [2011-09-14]. （原始内容存档于2011-12-19）.
72. ↑  . Times of India. 2012-11-29  [2012-11-29]. （原始内容存档于2013-09-28）.
73. ↑  . 2013-11-28. （原始内容存档于2013-11-28）.
74. ↑  India will purchase 8,000 Israeli Spike anti-tank guided missiles and 300 units of launchers 的存檔，存档日期13 January 2015. Armyrecognition.com, 26 October 2014
75. ↑  Rahul Bedi. . Janes.com. 2016-05-25  [2017-03-24]. （原始内容存档于2016-05-29）.
76. ↑  . 2017-11-20  [2018-08-06]. （原始内容存档于2017-11-20）.
77. ↑  . www.rediff.com.   [2018-08-06]. （原始内容存档于2017-11-20）.
78. ↑  .   [2018-08-06]. （原始内容存档于2017-11-22）.
79. ↑  Bachner, Michael. . Times Of Israel. Times Of Israel.   [2018-01-13]. （原始内容存档于2018-01-13）.
80. ↑   (PDF).   [2011-11-23]. （原始内容 (PDF)存档于2012-04-06）.
81. 1 2 3 4  . Tealgroup Corporation. March 2011  [2011-12-03]. （原始内容 (PDF)存档于2012-04-05）.

## 外部連結
- （英文）—Official website – Rafael Advanced Defence System, for worldwide marketing （页面存档备份，存于）
- （英文）—Official website – EuroSpike GmbH, for marketing in Europe （页面存档备份，存于）
- （英文）—Singapore Army's facsheet on Spike ATGM[]
- （英文）—Defense-Update.Com's webpage on Spike
- （英文）—Spike anti-tank anti-armour guided missile on armyrecognition.com （页面存档备份，存于）

視頻鏈結
- （英文）—YouTube上的New promotional video of SPIKE missile
- （英文）—YouTube上的EuroSpike GmbH video of EuroSpike live-firing by Finnish Coastal Jäger troops of the Finnish Navy
- （英文）—YouTube上的Old promotional video of SPIKE missile